# Gall nival
Els galls nivals (Tetraogallus) són un grup d'ocells que formen un gènere de la subfamília dels perdicins (Perdicinae), dins la família dels fasiànids (Phasianidae), que habiten en zones de muntanya d'Àsia.

## LListat d'espècies
S'han descrit cinc espècies dins aquest gènere :
- Gall nival del Tibet (Tetraogallus tibetanus).
- Gall nival de l'Altai (Tetraogallus altaicus).
- Gall nival de l'Himàlaia (Tetraogallus himalayensis).
- Gall nival del Caspi (Tetraogallus caspius).
- Gall nival del Caucas (Tetraogallus caucasicus).